# Rhizoprionodon taylori
Rhizoprionodon taylori е вид акула от семейство Сиви акули (Carcharhinidae). Видът не е застрашен от изчезване.

## Разпространение и местообитание
Разпространен е в Австралия (Западна Австралия, Куинсланд и Северна територия) и Папуа Нова Гвинея.
Обитава крайбрежията на океани и морета в райони с тропически климат. Среща се на дълбочина от 4 до 300 m, при температура на водата от 25,3 до 28 °C и соленост 34,5 – 35,2 ‰.

## Описание
На дължина достигат до 69,1 cm.
Продължителността им на живот е около 7 години.